# Dosznica
Dosznica (maced. Дошница) – rzeka w południowej Macedonii Północnej Wardarskiej, prawy dopływ Boszawy w zlewisku Morza Egejskiego Długość - 38 km.
Dosznica spływa z północnych stoków pasma górskiego Kożuf na granicy Macedonii i Grecji. Płynie na północ i uchodzi do Bošavy 2 km przed miastem Demir Kapija. Elektrownia wodna założona w 1953.